# Ruston (Washington)
Ruston az Amerikai Egyesült Államok északnyugati részén, Washington állam Pierce megyéjében elhelyezkedő város. A 2010. évi népszámlálási adatok alapján 749 lakosa van.
A Smelter nevű gyárvárost 1890-ben hozta létre W. R. Rust, a Tacoma Smelting & Refining Company tulajdonosa. A település 1906. október 22-én felvette Rust nevét. Ruston 1906. november 10-én kapott városi rangot.
A képviselőtestület 2012-es döntése értelmében a település besorolása kisvárosról nagyvárosra változott, amely az önkormányzatnak nagyobb autonómiát biztosít.

## Népesség
A 2010-es népszámláláskor a városnak 749 lakója, 336 háztartása és 194 családja volt. A népsűrűség 1134,9 fő/km2. A lakóegységek száma 430, sűrűségük 651,5 db/km2. A lakosok 87%-a fehér, 2,9%-a afroamerikai, 1,1%-a indián, 2,7%-a ázsiai, 0,7%-a a Csendes-óceáni szigetekről származik, 0,9%-a egyéb, 4,7%-a pedig kettő vagy több etnikumú. A spanyol vagy latino származásúak aránya 6% (   )
A háztartások 28%-ában élt 18 évnél fiatalabb. 43,8% házas, 9,2% egyedülálló nő, 4,8% egyedülálló férfi, 42,3% pedig nem család. 30,1% egyedül élt; 6,6%-uk 65 éves vagy idősebb. Egy háztartásban átlagosan 2,23 személy élt; a családok átlagmérete 2,78 fő.
A medián életkor 39,5 év volt. A város lakóinak 20,8%-a 18 évesnél fiatalabb, 6,8% 18 és 24 év közötti, 30,6%-uk 25 és 44 év közötti, 31,7%-uk 45 és 64 év közötti, 10%-uk pedig 65 éves vagy idősebb. A lakosok 48,7%-a férfi, 51,3%-a pedig nő.

## Fordítás
- Ez a szócikk részben vagy egészben  a   Ruston, Washington című angol Wikipédia-szócikk ezen változatának fordításán alapul.  Az eredeti cikk szerkesztőit annak laptörténete sorolja fel. Ez a jelzés csupán a megfogalmazás eredetét és a szerzői jogokat jelzi, nem szolgál a cikkben szereplő információk forrásmegjelöléseként.